# هنگ ۶۶ زره‌پوش (ایالات متحده)
هنگ ۶۶ زره پوش قدیمی‌ترین واحد کاربردی در جنگ زره پوش ارتش ایالات متحده است. این واحد زرهی در سال ۱۹۱۸ در اواخر جنگ جهانی اول ایجاد شد.

## نبردها
هنگ ۶۶ زرهی در جنگ جهانی دوم، به فرماندهی جورج پتن حضور داشت، و در جنگ کره نیز ایفای نقش نمود. مهم‌ترین تانک‌های این هنگ در این سالها، ام۴ شرمن و ام۳ استوارت بود.

هنگ ۶۶ زره پوش با تانک‌های ام۴ شرمن و ام۳ استوارت.

## در خاورمیانه
این واحد در جریان جنگ خلیج فارس اولین حضور خود در منطقه خاورمیانه را رقم زد؛ و در دنباله آن در ۲۰ مارس ۲۰۰۳ با شروع جنگ عراق وارد صحنه نبردی دیگر در منطقه شد.

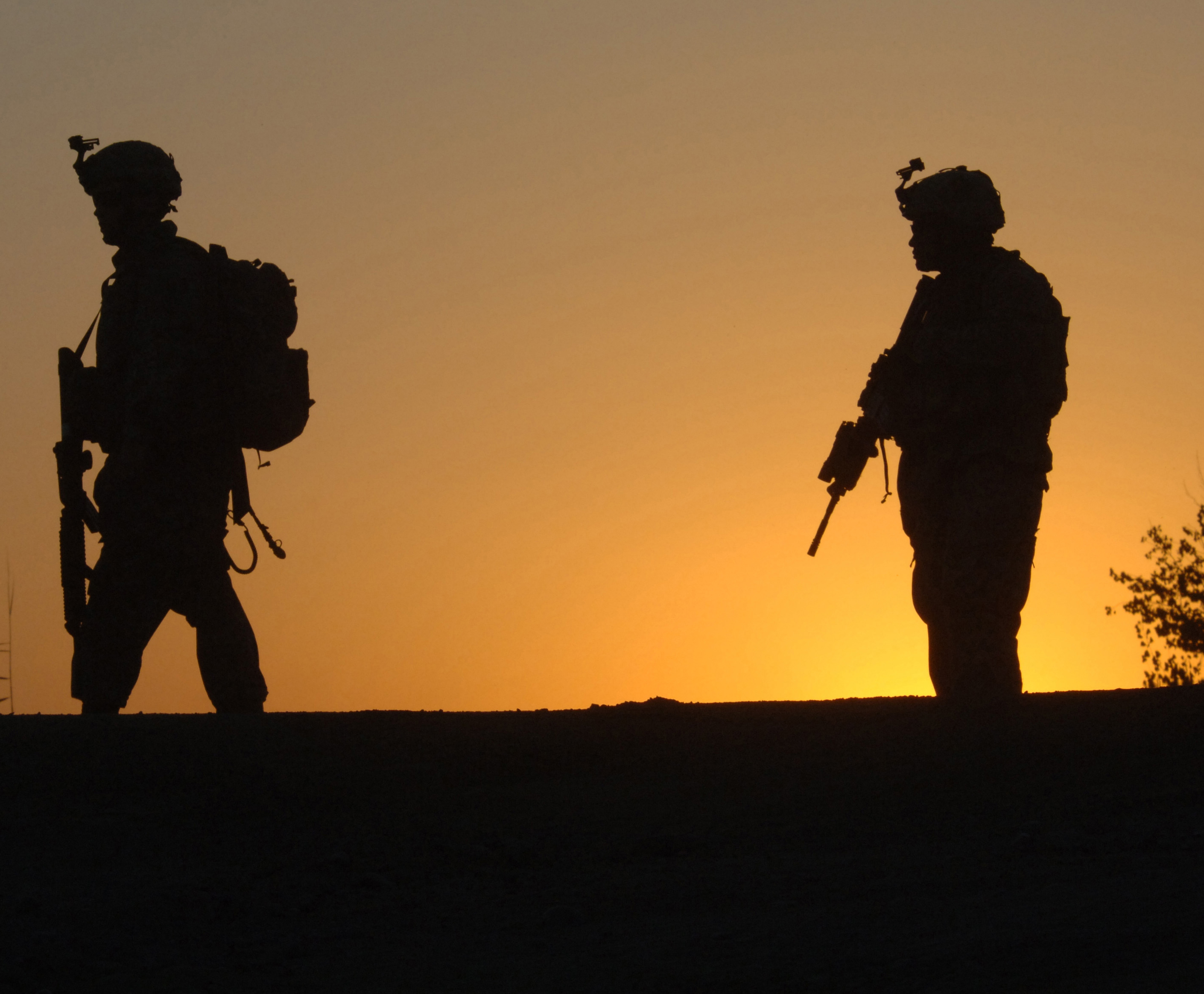
سربازان گردان یکم هنگ ۶۶ زره پوش در حال انجام مأموریت در منطقه شیخ حمید عراق.